# 458 هـ
458 هـ هي سنة في التقويم الهجري امتدت مقابلةً في التقويم الميلادي بين سنتي 1065 و1066.

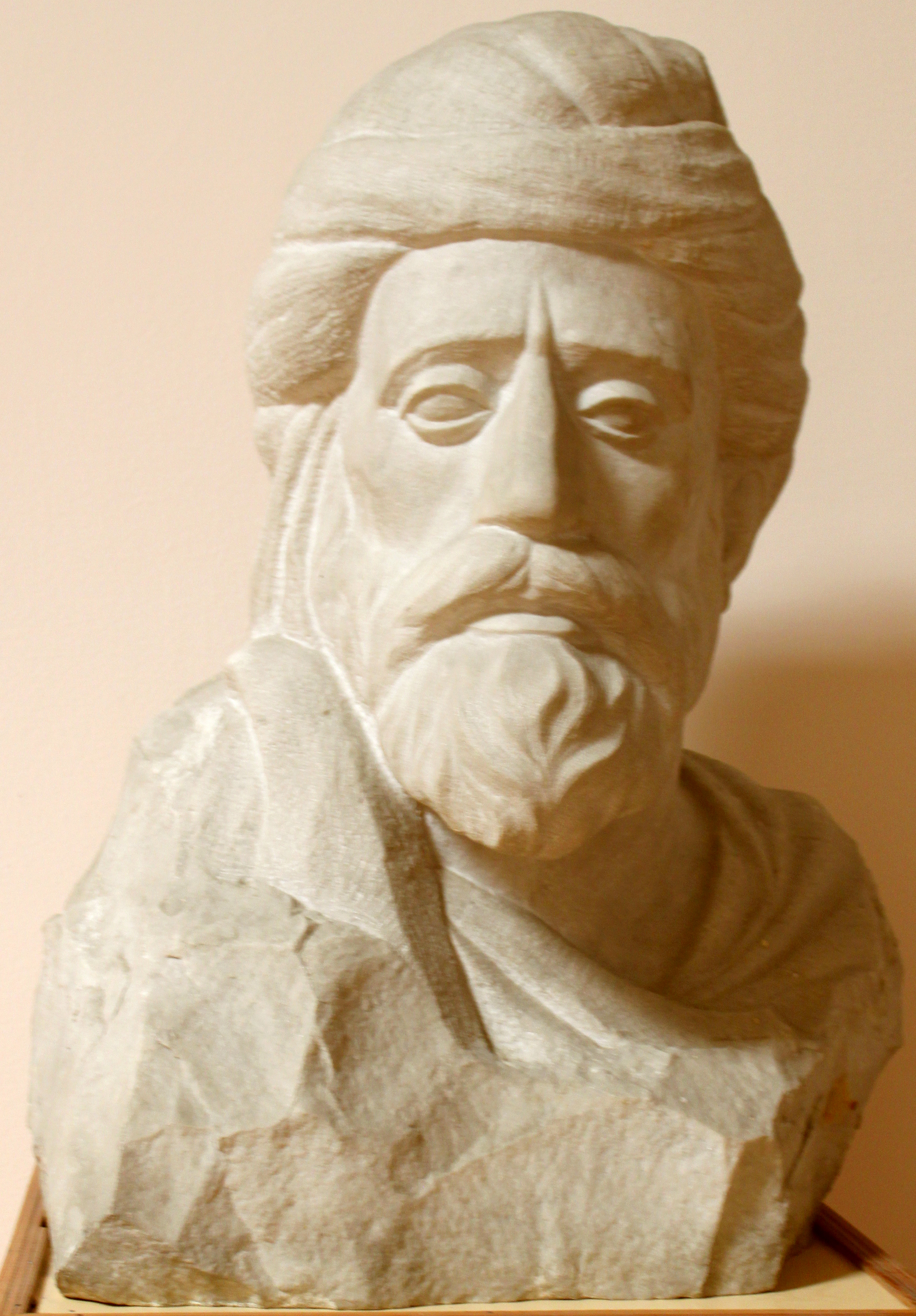
بهمنيار

## مواليد
- تتش بن ألب أرسلان
- ابن الحاج القرطبي، شيخ الأندلس ومفتيها وقاضي الجماعة في الدولة المرابطية.
- أبو الوقت السجزي

## وفيات
- أبو القاسم علي بن إبراهيم النسيب
- ابن أبي الطيب

- أبو بكر البيهقي
- ابن سيده
- ابن أبي يعلى
- أبو الحكم الكرماني
- بهمنيار